# Oh Sang-uk
Oh Sang-uk (født 1996) er en sydkoreansk fægter.
Han repræsenterede Sydkorea ved sommer-OL 2020 i Tokyo, hvor han tog guld i sabel for hold.
Han repræsenterede Sydkorea ved sommer-OL 2024 i Paris, hvor han tog guld i sabel for herrer.